# Cremastus atratus
Cremastus atratus är en stekelart som beskrevs av Dasch 1979. Cremastus atratus ingår i släktet Cremastus och familjen brokparasitsteklar. Inga underarter finns listade i Catalogue of Life.